# Canton de Thouars-2
Le canton de Thouars-2 est une ancienne division administrative française située dans le département des Deux-Sèvres et la région Poitou-Charentes.

## Géographie
Le canton de Thouars-2 était organisé autour de Thouars dans l'arrondissement de Bressuire. Son altitude variait de 32 m (Saint-Martin-de-Sanzay) à 120 m (Mauzé-Thouarsais) pour une altitude moyenne de 73 m.

## Histoire
Le canton est créé par le décret du 13 juillet 1973 scindant le canton de Thouars en deux.
Il est supprimé par le redécoupage cantonal de 2014 qui prend effet lors des élections départementales de mars 2015. Ses communes sont alors rattachées au canton de Thouars, hormis Argenton-l'Église, Brion-près-Thouet, et Saint-Martin-de-Sanzay rattachées à celui du Val de Thouet.

## Administration
| Période | Période | Identité        | Étiquette              | Qualité                                                                      |
| ------- | ------- | --------------- | ---------------------- | ---------------------------------------------------------------------------- |
| 1973    | 1988    | Jean Dumont     | CNIP puis UDF-PR       | Vétérinaire Sénateur (1986-1995) Maire de Thouars (1983-1989)                |
| 1988    | 1994    | Serge Moulin    | PS                     | Cardiologue Maire de Thouars (1989-2001)                                     |
| 1994    | 2015    | Bernard Paineau | Verts puis DVG puis PS | Chef d'entreprise Maire de Mauzé-Thouarsais depuis 2001, conseiller régional |

## Composition
Le canton de Thouars-2 groupait six communes entières, une fraction de la commune de Thouars, et une fraction de la commune d'Argenton-l'Église correspondant à la commune associée de Bagneux.
| Communes               | Population (2012) | Code postal | Code Insee |
| ---------------------- | ----------------- | ----------- | ---------- |
| Argenton-l'Église (*)  | (*) 225           | 79290       | 79014      |
| Brion-près-Thouet      | 769               | 79290       | 79056      |
| Louzy                  | 1 285             | 79100       | 79157      |
| Mauzé-Thouarsais       | 2 144             | 79100       | 79171      |
| Saint-Martin-de-Sanzay | 1 006             | 79290       | 79277      |
| Sainte-Radegonde       | 1 919             | 79100       | 79292      |
| Sainte-Verge           | 1 418             | 79100       | 79300      |
| Thouars (**)           | (**) 4 977        | 79100       | 79329      |

(*) Fraction de commune correspondant à la commune associée de Bagneux.
(**) Fraction de commune

## Démographie
| 1975 | 1982 | 1990 | 1999 | 2006   | 2009   | 2012    |
| ---- | ---- | ---- | ---- | ------ | ------ | ------- |
| -    | -    | -    | -    | 13 695 | 13 658 | 13 743, |